# Telosys
Telosys est un générateur de code open source développé en Java sous licence LGPL (licence EPL pour le plugin Eclipse).
Cet outil qui se veut simple et léger, permet de générer le code récurrent concernant les différentes entités d'une application, par exemple les opérations de type CRUD (Create/Read/Update/Delete).
Son moteur de génération s'appuie sur Apache Velocity. Des bibliothèques de "templates Velocity" sont fournies pour adresser les principaux langages.

## Fonctionnalités
La principale originalité de Telosys est sa capacité à travailler sans modèle UML.
Les modèles de Telosys sont soit générés à partir du schéma d'une base de données relationnelle, soit définis spécifiquement à l'aide d'un DSL (Domain Specific Language) basé sur des fichiers textes.
À partir de la version 3.0 Telosys est disponible sous deux formes :
- outil en mode "ligne de commande"
- plugin Eclipse avec des éditeurs spécialisés pour éditer les modèles et les templates Velocity